# 야네트 베르모이
야네트 베르모이 아코스타(스페인어: Yanet Bermoy Acosta, 1987년 5월 29일~)는 쿠바의 전직 유도 선수이다. 2008년 하계 올림픽에서 여자 엑스트라라이트급 은메달, 2012년 하계 올림픽에서 여자 하프라이트급 은메달을 획득했으며 세계 선수권 대회에서 금메달 1개, 은메달 2개를 획득했다.